# Francis Osborne (12e duc de Leeds)
Francis D'Arcy Godolphin Osborne, 12e duc de Leeds (16 septembre 1884 - 20 mars 1964) est un homme politique, diplomate et pair britannique.

## Biographie

### Vie privée
D'Arcy Osborne est le fils aîné de Sidney Francis Godolphin Osborne et de Margaret Dulcibella Hammersley. Par son père, il est l'arrière-arrière-petit-fils de Francis Osborne, 5e duc de Leeds. 
Il fait ses études au Haileybury College avant de rejoindre le service diplomatique.
D'Arcy Osborne rencontre vers 1919 Elizabeth Bowes-Lyon, la future reine mère avec qui il entretient une amitié et une correspondance qui dure toute sa vie.

### Vie publique

#### Carrière diplomatique
D'Arcy Osborne est envoyé comme ministre plénipotentiaire auprès du Saint-Siège de 1936 à 1947. Sa nomination fait suite aux plaintes du cardinal secrétaire d'État Pacelli (futur pape Pie XII) concernant la brièveté du mandat des titulaires de ce poste ; en réalité D'Arcy Osborne lui-même attend six mois après sa nomination avant d'arriver à Rome.
Lorsque l'Italie déclare la guerre au Royaume-Uni le 10 juin 1940, D'Arcy Osborne, accrédité auprès du Saint-Siège mais vivant sur le territoire italien, s'installe à l'intérieur du Vatican conformément aux dispositions prises dans le cadre du Traité du Latran. À quelques exceptions près, D'Arcy Osborne reste emmuré au Vatican jusqu'à la libération de Rome en 1944, travaillant dans des conditions difficiles dans une auberge de pèlerins rattachée au couvent de Santa Marta.
Sous le nom de code « Mount », il fait partie du groupe, qu'il soutient avec son propre argent, dirigé par Hugh O'Flaherty et un diplomate français, François de Vial, qui contribue à dissimuler quelque 4 000 évadés juifs ou soldats alliés : 3 925 ont survécu à la guerre. Leur histoire est décrite dans le téléfilm de 1983 L'Écarlate et le Noir, avec Gregory Peck dans le rôle d'O'Flaherty et Peter Burton dans celui de D'Arcy Osborne. Il joue également un rôle clé dans un complot en 1940, impliquant le pape et certains généraux allemands, visant à renverser Hitler.

#### Retraite de la vie diplomatique

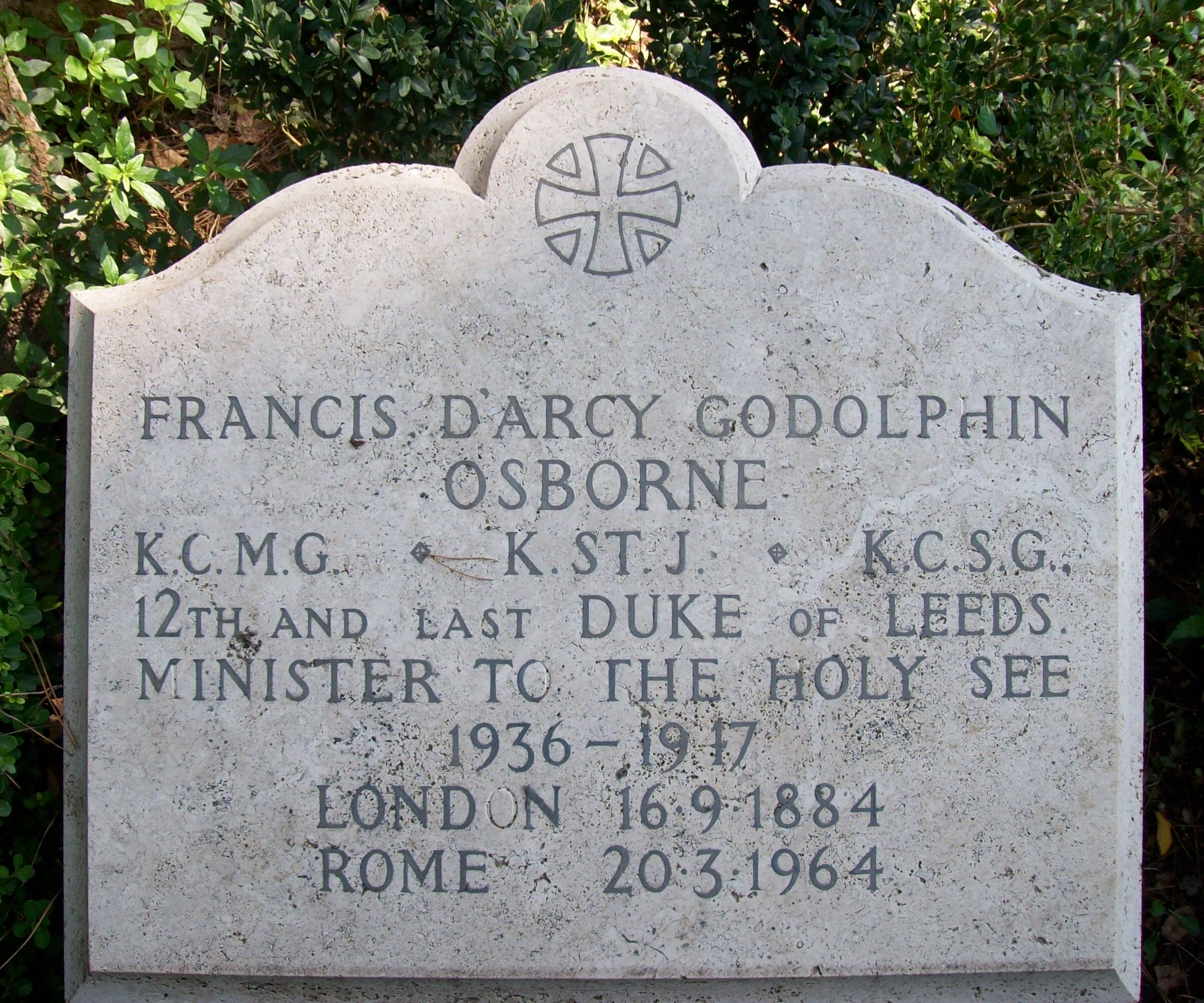
Sépulture du 12e duc de Leeds au cimetière protestant de Rome.

Après la guerre, D'Arcy Osborne se retire du service diplomatique et s'installe en Italie, vivant au Palazzo Sacchetti. Avec le futur pape Paul VI, avec qui il s'est lié d'amitié pendant la guerre, il fonde une école industrielle pour les garçons pauvres de Rome. 
Il reçoit la visite d'Élisabeth II et de la reine Mère à plusieurs reprises. Sa situation financière reste précaire ; et en 1962 un groupe d'amis, dont la reine mère, réunissent une somme d'argent pour l'aider.
À plusieurs reprises après la guerre, il écrit pour défendre le bilan de guerre de Pie XII.
D'Arcy Osborne succède à son cousin germain, John Osborne, 11e duc de Leeds, comme duc de Leeds le 26 juillet 1963 ; il n'a jamais pris son siège à la Chambre des lords. Il meurt un an plus tard, le 20 mars 1964, à l'âge de soixante-dix-neuf ans, ainsi le titre de duc et tous les titres subsidiaires disparaissent.
Le pape Paul VI envoie son chambellan personnel visiter quotidiennement la résidence du duc de Leeds pendant sa dernière maladie et exprime ses condoléances, tout comme le cardinal Cicognani, cardinal secrétaire d'État.
Le 24 mars 1964, Peter Scarlett, ambassadeur britannique près le Saint-Siège, représente Élisabeth II aux funérailles ; et l'ambassadeur britannique en Italie, John Ward, représente la reine mère.

## Distinctions

### Décorations britanniques
- Chevalier commandeur de l'Ordre de Saint-Michel et Saint-Georges (2 juin 1943)
- Chevalier de grâce du très vénérable ordre de Saint-Jean
- British War Medal (26 juillet 1919)
- Victory Medal (1er septembre 1919)
- Médaille du couronnement du roi George V (30 juin 1911)
- Médaille du jubilé d'argent de George V (6 mai 1935)
- Médaille du couronnement du roi George VI (12 mai 1937)
- Médaille du couronnement d'Élisabeth II (2 juin 1953)

### Décorations étrangères

#### Vatican
- Chevalier commandeur de l'Ordre de Saint-Grégoire-le-Grand